# 562e division de grenadiers
La 562e division de grenadiers (en allemand : 562. Grenadier-Division ou 562. GD) est une des divisions d'infanterie de l'armée allemande (Wehrmacht) durant la Seconde Guerre mondiale.

## Historique
La 562e division de grenadiers est formée le 27 juillet 1944 sur le Truppenübungsplatz  (terrain de manœuvre) de Stablack à partir de la Grenadier-Division Ostpreußen 2 et d'éléments survivants de la 147e division d'infanterie en tant qu'élément de la 29. Welle (29e vague de mobilisation).
À partir d'août 1944, elle est affectée à Augustowo dans le VI. Armeekorps de la 4. Armee au sein de l'Heeresgruppe Mitte, puis à partir de septembre dans le LV. Armeekorps avec toujours la 4. Armee et l'Heeresgruppe Mitte mais dans le secteur de Narew.
Elle est renommée 562. Volks-Grenadier-Division le 9 octobre 1944.

## Organisation

### Commandants
| Date                             | Grade        | Commandant            |
| -------------------------------- | ------------ | --------------------- |
| 20 juillet 1944 - 9 octobre 1944 | Generalmajor | Johannes-Oskar Brauer |

## Théâtres d'opérations
- Pologne : Juillet 1944 - Octobre 1944

## Ordre de bataille
- Grenadier-Regiment Ostpreußen 3
- Grenadier-Regiment 1144
- Grenadier-Regiment 1145
- Artillerie-Regiment 1562
  - I. Abteilung
  - II. Abteilung
  - III. Abteilung
  - IV. Abteilung
- Füsilier-Kompanie 562
- Divisionseinheiten 1562